# Tríptic de Mérode
El Tríptic de Mérode o Tríptic de l'Anunciació és un tríptic del pintor Robert Campin, un artista de l'escola dels primitius flamencs, tot i que també s'ha atribuït a un deixeble que probablement hagués copiat un original de Campin. Actualment al Metropolitan Museum figura com a obra de «Robert Campin i assistent». Va ser realitzat entre 1425 i 1428. Se'l considera el treball més conegut de Campin, fama a la qual ha ajudat l'encant indubtable que desprèn l'escena domèstica i el paisatge urbà que s'observa fora de les finestres.
L'obra mostra les característiques pròpies de l'emergent estil tardogòtic dels primitius flamencs de principis del segle xv. Els detalls més petits han estat meticulosament representats copiant fidelment la realitat, i l'artista aconsegueix els millors efectes gràcies a l'ús de la innovadora tècnica de la pintura a l'oli, la qual permet superposar pigments translúcids donant com a resultat riques gradacions de la llum i un ampli espectre de colors.
Va ser concebut com un objecte de devoció privat. En el panell central hi ha representada l'Anunciació on es representa la Mare de Déu que està orant sense adonar-se de la presència de l'arcàngel Gabriel. Alguns objectes, com ara el lliri blanc i la font, simbolitzen la puresa de Maria expressada a través de la llum divina de Crist. La petita imatge del Nen Jesús, amb una creu que baixa pels raigs de llum de la finestra rodona, indica que el tema principal és l'Encarnació. Aquesta interpretació es veu reforçada per la flama de l'espelma, símbol de la divinitat de Déu, que acaba d'apagar-se en referència a l'Encarnació; és el moment en què Déu es va fer home. Aquest important detall es troba ben bé al centre de la composició. Al panell dret hi ha representat sant Josep, una imatge inhabitual a la iconografia de l'Anunciació, que està al seu taller fabricant rateres; segons la interpretació agustiniana, «l'Encarnació és el mitjà que Déu emprà per atrapar al diable, com l'esquer atrapa un ratolí».
L'escut d'armes que es veu a la finestra del panell central s'ha identificat com el de la família Ingelbrechts de Malines, que està documentada a Tournai el 1427. La comitent i l'home del fons del panell esquerre varen ser afegits en una data posterior, probablement després del matrimoni del comitent.

## Dades de context

### L'autor
Robert Campin (1375 - 1444) fou un pintor i escultor flamenc del gòtic considerat, junt amb els germans Van Eyck, com els fundadors de l'escola flamenca del prerenaixement, un grup conegut amb el nom dels primitius flamencs.
També conegut com el Mestre de Flémalle, en lloc de pintar amb tremp d'ou va experimentar amb la innovadora pintura a l'oli; així aconseguí la brillantor en els colors típica d'aquest període. Va abandonar les formes estilitzades de la pintura gòtica internacional incorporant un realisme que va tenir una gran influència en els artistes de la generació següent, una de les més importants de la pintura flamenca. Del seu taller van sortir mestres com Rogier van der Weyden i Jacques Daret.

### Relació de l'obra amb la seva època històrica
L'obra va ser pintada a Flandes durant el segle xv. En aquesta època es consolida una societat avançada, amb una economia basada en els productes tèxtils de luxe i en un comerç actiu, afavorit per la seva excel·lent situació estratègica. Per allà passaven les grans rutes comercials terrestres que anaven des d'Itàlia i França cap a l'Atlàntic nord –a Anglaterra i els països nòrdics– i les rutes marítimes que anaven del mar del Nord al Cantàbric. A la burgesia flamenca li agradava el luxe i l'art, d'acord amb el desenvolupament dels seus interessos econòmics i intel·lectuals. Aquestes obres anaven destinades al propi gaudi, és a dir, eren per tenir-les i lluir-les a casa o bé a les seves capelles privades, en el que s'anomena la «pintura de devoció». Per aquest motiu es considerava que la pintura era una tècnica ideal, manejable, barata i adequada per a reflectir els gustos burgesos.

### L'estil
L'obra està realitzada dins l'estil dels primitius flamencs. L'escola flamenca de pintura va ser una de les més importants del món, des dels seus inicis al segle XV fins al segle xviii. Per distingir aquest període primerenc del segle XV es fa servir la denominació d'«Escola dels Primitius Flamencs». Són característics d'aquesta escola els quadres de temàtica religiosa que tractaven com a escenes costumistes; també van fer retrats i paisatges. Utilitzaven la tècnica a l'oli i el seu estil es caracteritzava per la minuciositat, el detall en la reproducció d'objectes, el naturalisme i l'amor al paisatge. Entre els artistes més importants destaquen Robert Campin –autor d'aquesta obra–, Jan van Eyck, Roger van der Weyden –deixeble de Campin– i Petrus Christus. A Catalunya cal citar Lluís Dalmau, autor de la Mare de Déu dels Consellers, que va treballar al taller de Jan van Eyck i rebé la influència d'aquest estil.
El Tríptic de Mérode és una pintura a l'oli. Vasari va atribuir el descobriment d'aquesta tècnica a Jan van Eyck, tot i que posteriorment va quedar demostrat que no va ser així, ja que l'ús de l'oli com a vehicle dels pigments ja s'utilitzava en obres pictòriques del segle xiii. El que sí que és destacable és el fet que Van Eyck transformés aquesta tècnica en un procediment d'una gran perfecció, emprant l'oli de llinosa amb altres dissolvents i vernissos que, aplicat en veladures, aconseguia l'assecament de les capes i facilitava les correccions.

## Història
El tríptic va ser encarregat per Pieter Ingelbrechts (Ymbrechts o Imbrechts), l'escut del qual es veu als finestrals del plafó central. La família Ingelbrechts eren comerciants de Malines com a mínim des de final del segle xiv, i alguns dels seus membres mantenien relacions comercials amb Tournai. Els Ingelbrechts estaven directament implicats amb l'Orde Teutònic, comanda que havia estat fundada a Malines cap a la primera meitat del segle xiii i que jeràrquicament depenia del sobirà regional de Coblença. Es pot constatar que en el període 1330-1480, com a mínim quatre dels oficials d'aquesta comanda varen tenir negocis amb la família Ingelbrechts de Colònia, ciutat no gaire llunyana de Coblença.
El 1966, el conservador del Metropolitan, Helmut Nickel, va reafirmar la vinculació de l'obra amb Malines en reconèixer el personatge barbut i petit al fons del plafó esquerre, un missatger al servei d'aquesta ciutat belga. La identificació es basa en la vestimenta que porta i un distintiu al pit amb l'escut d'armes de la ciutat (en or i tres pales en gules).
El tríptic va ser propietat del príncep Pierre d'Arenberg (nascut el 1820); posteriorment va passar a mans de les comtesses de Mérode, Maria i Joana de Mérode (des de 1877), d'on va adquirir el seu sobrenom. Va deixar Europa quan el va adquirir Rosenberg i Stiebel (Nova York) i el va posseir fins al 1956 quan va passar a formar part dels fons The Cloisters, un departament del Metropolitan Museum of Art de Nova York.

### Autoria
Fins que no es va determinar qui era l'autor del tríptic, va ser atribuït a un desconegut «mestre de Mérode». A finals del segle xix es varen identificar les obres del mestre de Mérode i les del mestre de Flémalle amb Robert Campin, tot i que algunes obres varen ser atribuïdes encara durant un temps al seu deixeble, Rogier van der Weyden.

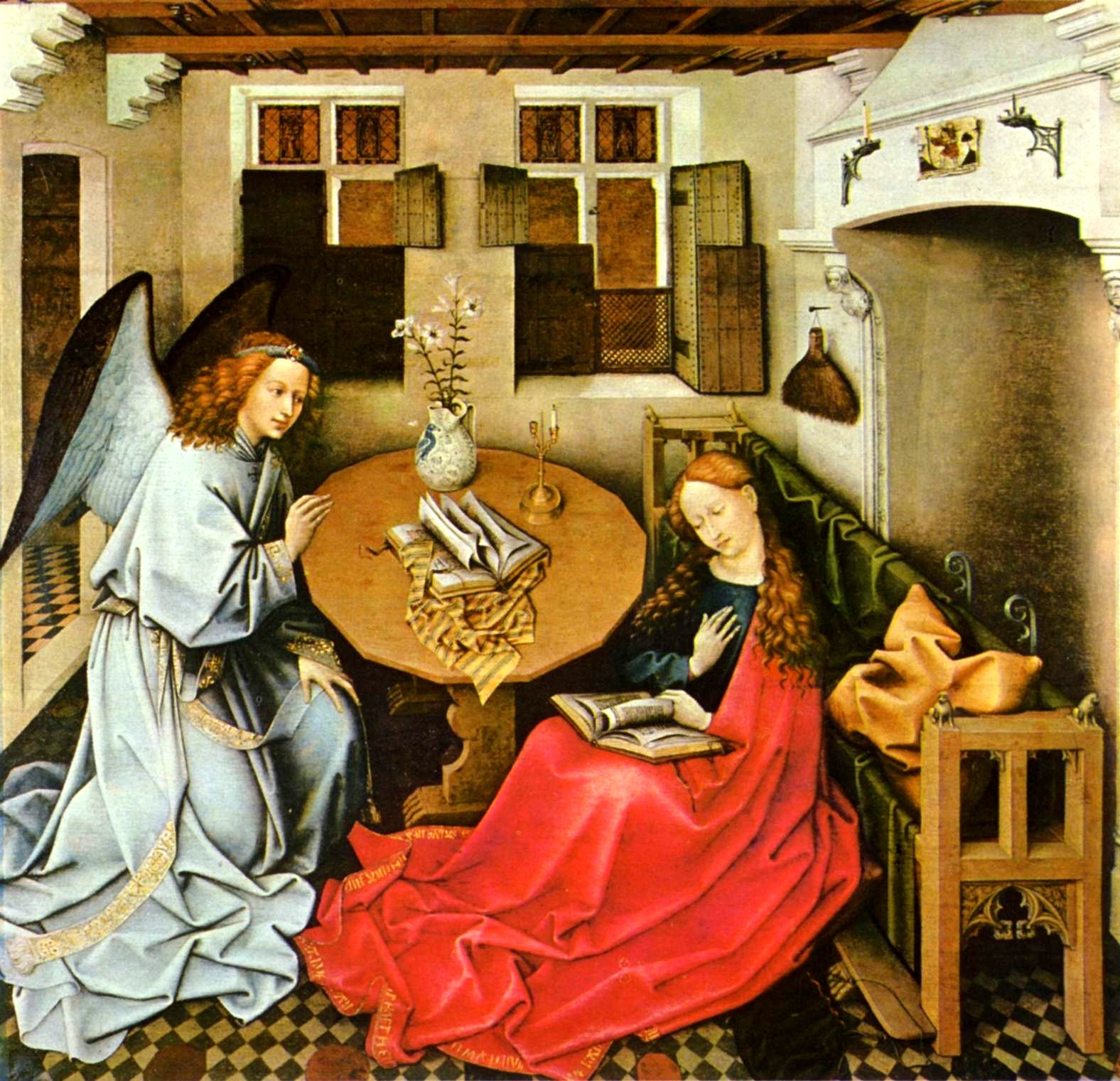
La versió de Brussel·les de l'Anunciació

L'Anunciació dels Musées Royaux des Beaux-Arts és considerada una còpia del tríptic de Mérode feta per algun deixeble del taller de Campin, que alguns han atribuït a Jacques Daret, si bé aquest punt no és una opinió compartida entre els investigadors. Es tracta d'una obra clarament inferior que ha patit retocs contundents als rostres dels personatges. L'historiador Lorne Campbell, tot i donar suport a l'autoria del taller de Campin en l'obra de Brussel·les, considera que el tríptic de Mérode és una còpia d'aquest i no a l'inrevés i, que a més, no és obra de Campin. Campbell es basa en alguns detalls que denoten una qualitat impròpia del mestre; en concret: la mà dreta de l'àngel se superposa amb el perfil de la taula i el ciment entre maons de la paret del panell esquerre que sembla entrar en la boca del donant.

### Influències
El tema era molt comú en la pintura de l'època i moltes obres dels miniaturistes gòtics començaven els seus llibres amb aquesta escena religiosa. Moltes de les obres posteriors es varen inspirar en la proposta escènica i iconogràfica d'aquesta peça. Són, per tant, moltes les seves influències, si bé les més conegudes són l'esmentada còpia de Brussel·les i l'escena de l'Anunciació del Retaule de Gant, obra de Jan van Eyck, que recull aspectes iconogràfics que no s'havien utilitzat abans, com l'aiguamans i la tovallola blanca penjada al seu costat, símbol de la puresa de Maria, que Van Eyck va pràcticament copiar, ubicant-la dins una fornícula d'estil gòtic.
L'obra l'Anunciació de Washington de Van Eyck, és també una de les obres que conté força simbologia, i relaciona l'Anunciació amb la missa i el sagrament de l'eucaristia.

## Tema
Es representa el tema de l'Anunciació, de l'aparició de l'àngel Gabriel a Jesús a Maria, de conformitat amb la Bíblia cristiana, relat que es recull a l'Evangeli de Lluc 1:26-38:
| « | Al sisè mes, l'àngel Gabriel va ser enviat per Déu a una ciutat de Galilea anomenada Natzaret, a una verge casada amb un baró que es deia Josep, de la casa de David; i el nom de la verge era Maria. Entrant l'àngel a on ella estava, va dir: «Salve, molt afavorida! El Senyor és amb tu; beneïda tu entre les dones». Però ella, quan el va veure, es va torbar per les seves paraules, i pensava quina salutació seria aquesta. Aleshores l'àngel li va dir: «Maria, no temis, perquè has trobat gràcia davant de Déu. Concebràs al teu ventre i donaràs a llum un fill, i anomenaràs el seu nom Jesús. Aquest serà gran, i serà anomenat Fill de l'Altíssim. El Senyor Déu li donarà el tron de David, el seu pare; regnarà sobre la casa de Jacob per sempre i el seu Regne no tindrà fi». Aleshores Maria va preguntar a l'àngel: «Com serà això?, doncs no conec baró». Responent l'àngel, li va dir: «L'Esperit Sant vindrà sobre teu i el poder de l'Altíssim et cobrirà amb la seva ombra; per la qual cosa també el Sant Ser que naixerà serà anomenat Fill de Déu. I vet aquí també la teva parenta Isabel, la que anomenaven estèril, ha concebut fill a la seva vellesa i aquest és el sisè mes per a ella, doncs res no hi ha impossible per a Déu». Aleshores Maria va dir: «Aquí està la serva del Senyor; faci's amb mi de conformitat amb la teva paraula». I l'àngel se'n va anar de la seva presència. | » |

L'elecció d'aquest tema per part dels comitents s'ha relacionat amb el seu cognom, Ingelbrechts, que en flamenc volia dir «el que porta l'àngel».

## Anàlisi de l'obra
La iconografia, de simbolisme religiós, té aspectes encara debatuts; Meyer Schapiro va iniciar l'estudi del simbolisme de la ratera que construeix sant Josep a la taula de la dreta, i Erwin Panofsky, més tard, va ampliar l'anàlisi simbòlica abastant molts més detalls del mobiliari i l'estança. Molts d'aquests detalls, que apareixen en aquesta obra per primera vegada, reapareixen en posteriors anunciacions d'altres artistes.
El tractament acurat dels detalls que fa Campin fa difícil poder diferenciar on acaba la simple realitat i on comença la simbologia. Un exemple són els petits lleons tallats al banc on es recolza Maria. Es pot suposar que formen part de la decoració d'un moble d'una estança benestant o com una iconografia del poder de Déu que situaria el banc com a Sedes sapientiae o tron de Salomó. Aquesta interpretació seria vàlida segons els místics que desitjaven veure a Maria com la «Reina del Cel», un ésser que estava al pensament de Déu des que Eva va cometre el pecat original. Però, de forma contrària, Maria ha estat presentada per les Escriptures com una donzella humil i senzilla, elegida per a ser la Mare de Déu precisament per aquesta discreció. Un perfil que s'assembla més al personatge que ens presenta el pintor, amb una Maria asseguda a terra, fora del banc, amb una vestimenta sense brodats ni pedreries –només un petit fistó–; i tota l'escena esdevé dins del saló d'una llar, no dins d'un temple com molts altres exemples d'aquest tema, fins i tot del mateix Campin.

## Descripció de l'obra i iconografia
L'obra és un tríptic articulat, probablement encarregat per a l'ús privat. El plafó central és relativament petit (64 × 63 cm) i cada ala mesura 65 × 27 cm. El retrat dels comitents és al plafó esquerre; la figura de la comitent femenina i el personatge darrere d'ella semblen haver estat afegides posteriorment per un altre artista, potser després que el comitent es casés. El plafó central mostra una anunciació o, de manera més precisa, representa el moment abans, quan Maria encara no s'ha adonat de la presència de l'àngel. Una figura minúscula de Crist, que porta una creu, vola mitjançant uns rajos cap a Maria, detall que representa la seva impregnació per Déu. El plafó dret l'ocupa la imatge de sant Josep en la seva activitat de fuster. El fet de presentar junts a Maria i Josep és una escena inusual en obres d'aquesta temàtica, ja que es considera que no es varen casar fins després de l'anunciació.
La visió de l'exterior, que es pot entreveure per la porta mig tancada del panell esquerre, situa l'escena en la primavera, mentre que l'exterior que s'observa al panell dret és clarament hivernal, amb flocs de neu que cauen, en al·lusió a les estacions de l'any des de la concepció –25 de març– fins al naixement de Jesús –25 de desembre–.

### Panell central
L'escena principal es desenvolupa en una estança contemporània que ben podria tractar-se de l'habitatge dels mateixos comitents. L'arcàngel Gabriel està ubicat a la meitat esquerra i la Mare de Déu a la banda dreta de l'escena. A l'espai entre els dos personatges hi ha una taula i, a sobre seu, una espalmatòria, un gerro amb lliris, un llibre i un rotlle d'escriptures. La paret del fons té una finestra amb vitralls al costat d'un espai per rentar-se les mans ubicat dins una fornícula; la paret dreta té una gran llar de foc amb un banc davant en el qual està recolzada la Mare de Déu; la paret esquerra té una porta oberta que dona accés al jardí que es representa al panell lateral; a la part alta hi ha dues finestres rodones, per una de les quals entren uns rajos de llum i un Nen Jesús.

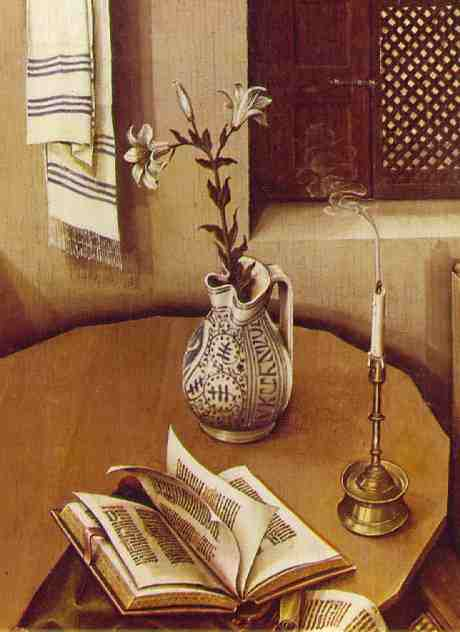
Iconografia que fa referència a la puresa de Maria

Maria està llegint un llibre, tot asseguda a terra per a mostrar la seva humilitat. Els plecs del seu vestit i la forma d'estel que la llum crea en ells al·ludeixen, probablement, a moltes comparacions teològiques de Maria amb una estrella. L'amplitud i complexitat dels plecs recorden les escultures majestuoses de Claus Sluter, font de referència de l'autor.

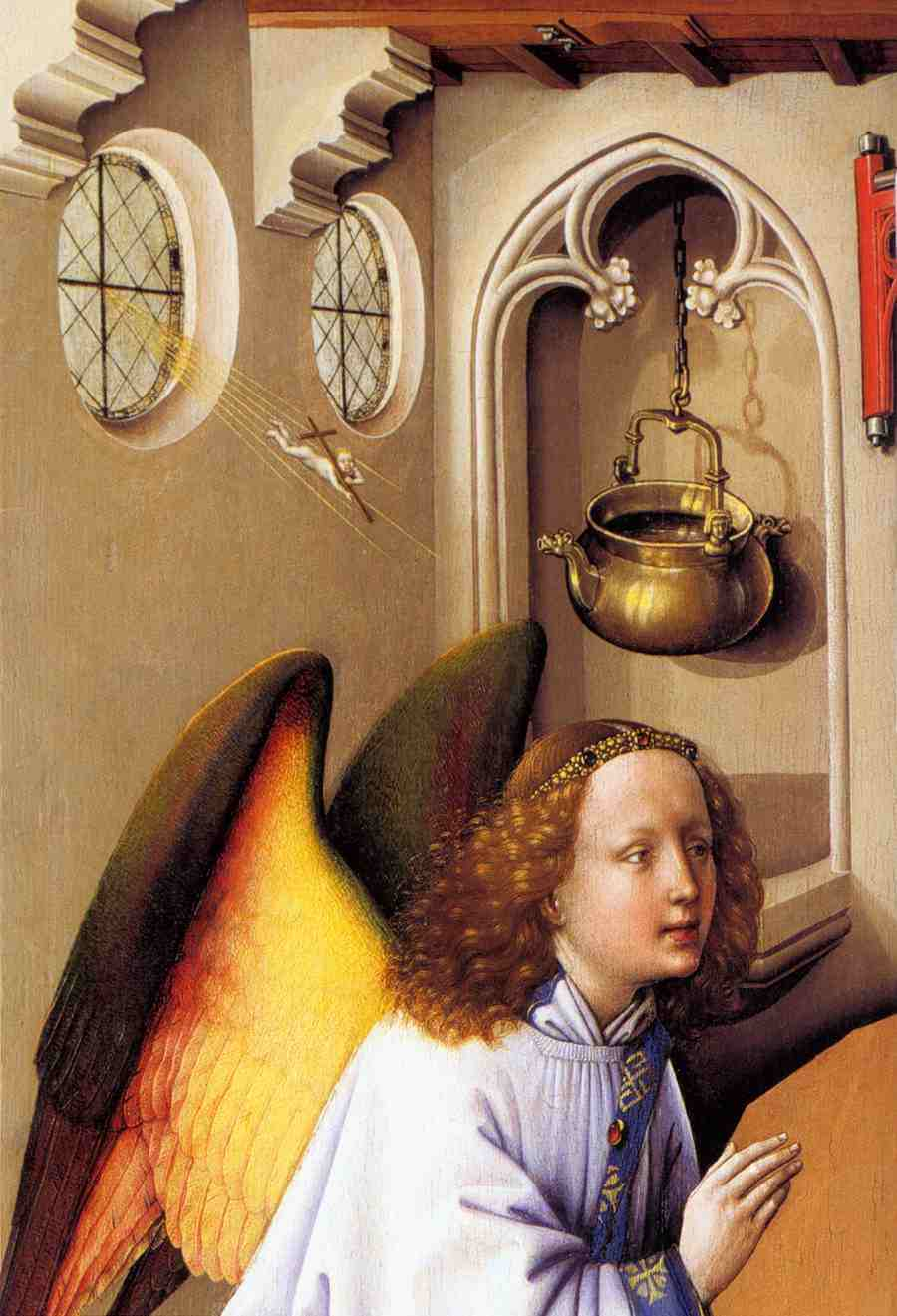
Aiguamans dins una fornícula que fou replicat al retaule de Gant

Davant de Maria hi ha un rotlle i un llibre, que simbolitzen l'Antic i el Nou Testament, i el rol que Maria i el Nen Jesús jugaven en la realització de la profecia.
La taula ubicada al centre de l'escena té setze costats que poden al·ludir als setze profetes hebreus principals; s'interpreta com un altar i l'arcàngel Gabriel porta la vestimenta d'un diaca. Sobre la taula, els lliris al gerro de majòlica, representen la puresa de Maria. Aquesta simbologia prové de Sant Bernat qui va escriure: «Maria és la violeta de la humilitat, el lliri de la castedat, la rosa de la caritat i la glòria i l'esplendor dels Cels». Al seu costat, hi ha una espelma que acaba d'apagar-se i deixa anar una elegant espiral de fum. La flama de l'espelma –símbol de la divinitat de Déu– i el fet d'apagar-se fa referència a l'Encarnació, el moment en què Déu es va fer home. Aquest important detall es troba al centre exacte de la composició.
Com s'ha esmentat, els lleons que rematen el banc poden tenir un simbolisme referit al Sedes sapientiae, o tron de Salomó, un tret que sovinteja en altres pintures religioses o seculars com El matrimoni Arnolfini de Jan van Eyck.
L'aiguamans de la paret del fons també es pot observar al Retaule de Gant de Van Eyck i cal interpretar-lo com la font on el sacerdot que oficia es renta les seves mans durant la missa. És també un símbol de la puresa de la Verge i l'utilitza en un espai interior d'una manera similar a les fonts de jardí que apareixen en espais exteriors.
Des de la finestra rodona situada a la part superior esquerra penetren uns rajos de sol que fan al·lusió a la perpètua virginitat de Maria, utilitzant l'al·legoria popular de sant Bernat «Així com la llum penetra a través de la finestra de vidre sense alterar-lo i travessa la seva forma sòlida amb subtilesa imperceptible, ni danyant-lo quan entra ni destruint-lo quan emergeix, així també la paraula de Déu, l'esplendor del Pare, es consigna a la cambra de la Mare de Déu per després sortir del seu interior».
En moltes escenes de l'Anunciació, Déu es mostra en l'enviament del colom, símbol de l'Esperit Sant irradiant feixos de llum en presència de Maria. En aquest cas, els set rajos de sol que es veuen representen els set dons de l'Esperit Sant, però s'han substituït les tradicionals representacions de l'Esperit Sant per la presència del Fill de Déu que descendeix per la llum i porta una petita creu que anuncia la seva missió salvadora.
A la banda esquerra, la porta que connecta l'estança amb el jardí on hi ha els comitents es troba oberta. Des d'un punt de vista funcional, permet la visió de l'escena principal per part dels comitents, però Campin va voler afegir un altre missatge a partir de la simbologia de Jaume de Voràgine que va dir: «la porta del paradís que Eva va tancar per a tots els homes, és ara oberta per la beneïda verge Maria».

### Panells laterals

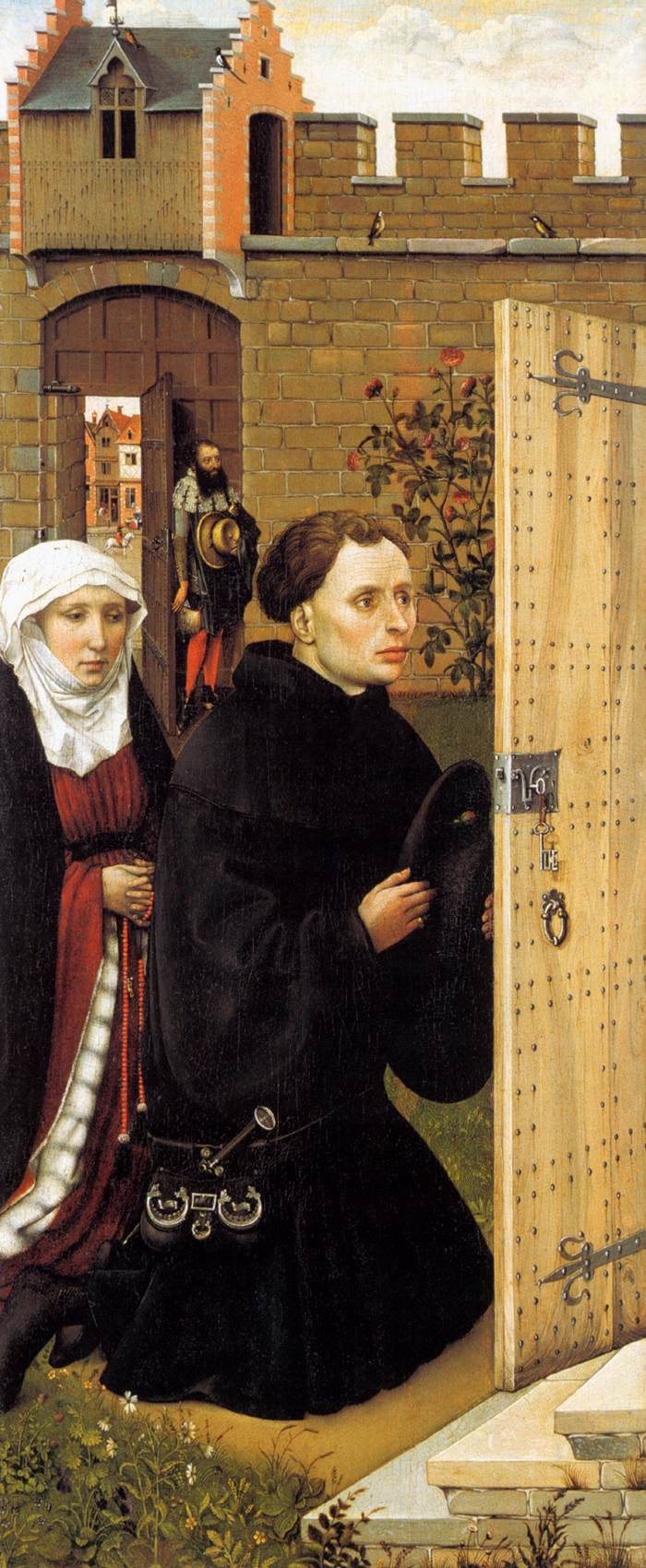
Panell dels comitents

Al panell de l'esquerra es mostren els comitents de l'obra, identificables com a membres de la burgesia de Mechelen per la documentació del 1427 existent a Tournai, i per l'escut d'armes que s'observa al vitrall de la finestra del plafó central. Es tracta de Pieter Ingelbrechts i la seva esposa Gretgin Schrinmechers. Estan agenollats al seu jardí emmurallat, però amb la porta entreoberta per poder observar la vida quotidiana. A través de la finestra mig oberta estan contemplant el misteri que s'està produint a l'interior d'una estança que podria tractar-se de la seva pròpia. La comitent, però, no mira directament l'escena sinó que té els ulls abaixats en un gest de pietat, tot i que si mirés directament tampoc no veuria l'escena de l'Anunciació en tenir el seu marit al davant, un gest que ha estat relacionat amb l'exclusivitat masculina per a participar dels esdeveniments sagrats.
Darrere de la parella es pot observar un petit personatge que ha estat identificat com un missatger de la ciutat de Malines. La funció de missatger al segle xv era un càrrec de responsabilitat associat a la cort i amb funcions d'exercici de l'autoritat. La darrera interpretació que s'ha fet de la seva presència el situa com la representació terrenal del missatger celestial, l'arcàngel Gabriel. Està situat dins el jardí, al costat d'un roser i de la porta que encara toca amb la punta dels dits. Com en el panell central, les ales de l'arcàngel Gabriel toquen lleugerament la porta per la qual acaba d'entrar. Els tres personatges d'aquest panell serien la rèplica humana de les altres tres figures divines del retaule, la parella de Maria i Josep i l'arcàngel Gabriel.
La porta del carrer, que apareix entreoberta perquè acaba d'entrar el missatger, s'ha associat amb la simbologia de la puresa de Maria, ja que el pany de porta obert és el petit i no el gran, per permetre l'accés de persones (el missatger). Com que no està oberta la porta gran, resulta inaccessible per al cavall que es veu passant pel carrer, en clara al·lusió a la simbologia medieval del cavall amb la luxúria i que prové de Jeremies 5:8: «Com cavalls que anessin moguts, sense fre, renillen darrere la dona del veí».
Sobre el mur hi ha quatre ocells que representen simbòlicament els personatges principals; d'esquerra a dreta, un pit-roig i una garsa –enfilats sobre el matacà–, una cadernera i un pardal, que descansen en el mur del camí de ronda. El pit-roig representa el petit Nen Jesús que entra a l'estança sobre d'uns rajos; la garsa, ubicada just a sobre el missatger, és un ocell identificat en el bestiari amb un narrador o comunicador de notícies; la cadernera simbolitza a Maria, fins i tot està en una posició més baixa que la garsa, el missatger; per acabar, el pardal, un ocell molt humil, representa sant Josep, qui també juga un rol discret en el misteri de l'Anunciació.
Les flors que figuren en aquest panell són una clara al·lusió a Maria. La literatura medieval anomenava Maria «rosa sense espines» i Campin situa un roser al mur del carrer i un capoll de rosa al barret que sosté a les seves mans el comitent, al costat del qual hi ha un petit llit de flors variades: myosotis, violetes i margarides, totes elles representant la humilitat de Maria. Aquestes flors indiquen l'època de l'any en què es produeix l'Anunciació.

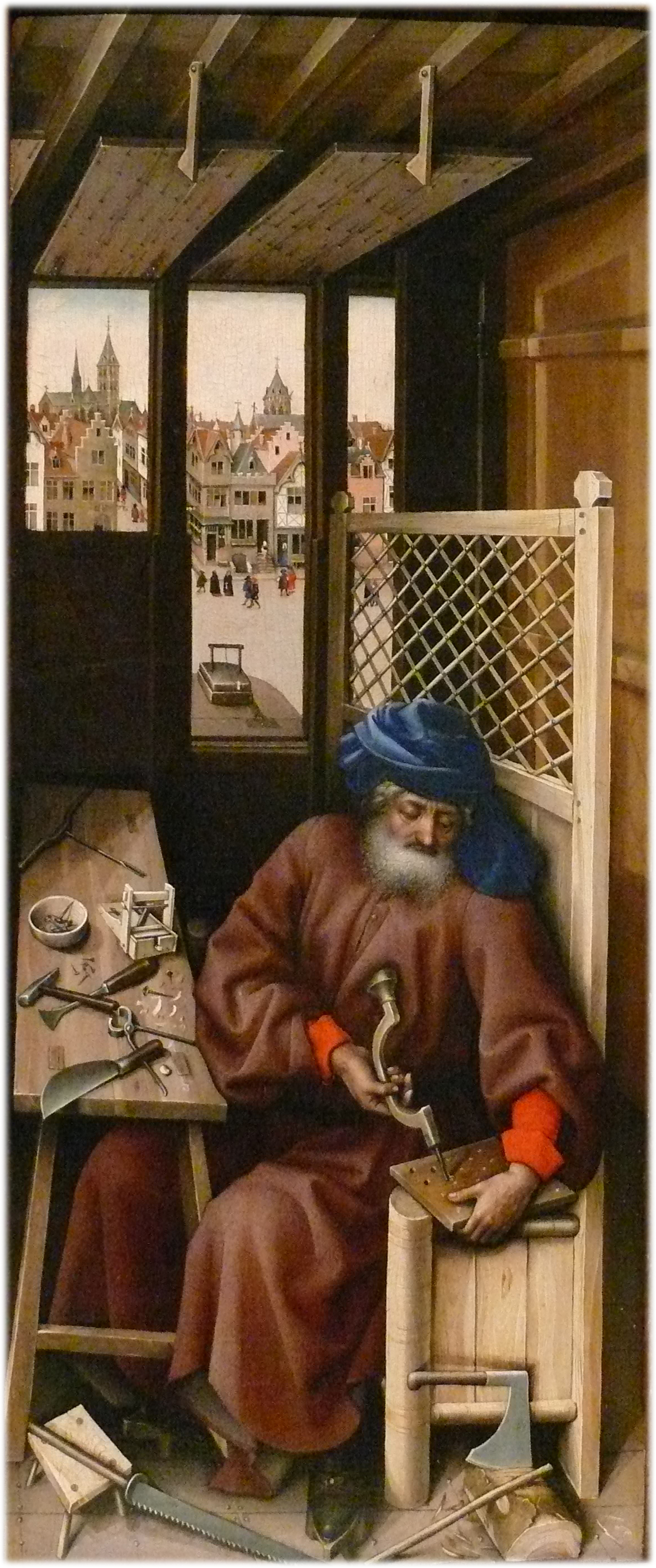
Sant Josep al seu taller

Al panell dret es mostra la imatge de sant Josep treballant al seu taller de fusteria; hi ha uns grans finestrals darrere per on es veu un espai urbà, identificat amb la plaça de la ciutat d'Arràs. La presència de sant Josep dins una Anunciació és molt estranya, ja que es considera que Josep estava al càrrec de la família del seu germà Alfeu o Clopas i que la convivència de Josep amb Maria és posterior a l'Anunciació. Aquesta excepcional composició es podria vincular a un desig dels comitents, ja que el cognom de l'esposa, Schrinmechers, vol dir «constructor d'altars» en neerlandès.
Els objectes al taller de Josep es varen seleccionar per a prefigurar simbòlicament la Passió: la serra en forma d'espasa (a baix en primer pla), al·ludeix a l'arma que sant Pere va fer servir per tallar l'orella a Malcus quan Crist va ser detingut; el tronc que hi ha al costat recorda la fusta de la creu; el pal recolzat en ell fa referència a la corona d'espines; els claus, martells, estenalles i enformadors, tots prefiguren els instruments de la Passió.
El personatge ha construït una trampa per a ratolins simbolitzant que Crist atrapa i derrota al diable, una metàfora feta servir tres vegades per Sant Agustí: «La creu del Senyor és la ratera del diable; l'esquer amb què va ser atrapat fou la mort del Senyor». El simbolisme de la ratera també és aplicable a la que s'observa al taulell de la finestra del taller, també en referència a Jesús que serveix d'esquer per atreure Satanàs.
Amb tot, Josep està treballant en una peça que sembla un difusor d'escalfor, com el que hi ha davant de la llar de foc de l'escena central però més petit, com si fos per a un braser com el que Vermeer va pintar anys més tard a La lletera. Però dins de la línia de simbolisme relatiu a la Passió, Margaret Freeman, conservadora del Metropolitan als anys 1950, va identificar-la amb una taula espinar que Jesús porta entre els turmells durant el camí cap al calvari, segons la iconografia del nord d'Europa durant el segle xiv i XV. Aquesta peça, que hauria incrementat el dolor i sacrifici de Jesús durant el seu calvari només es troba il·lustrada amb anterioritat a les miniatures franceses i flamenques del gòtic. Posteriorment, Lluís Alimbrot, un pintor flamenc resident a València, ho va introduir a la pintura gòtica espanyola al seu retaule per a la família Roiç de Corella (museu del Prado) i també el Bosch ho va representar al Crist portant la creu (Monestir de San Lorenzo del Escorial).